# Papaver armeniacum
Papaver armeniacum är en vallmoväxtart. Papaver armeniacum ingår i släktet vallmor, och familjen vallmoväxter.

## Underarter
Arten delas in i följande underarter:
- P. a. armeniacum
- P. a. pilgerianum

## Bildgalleri

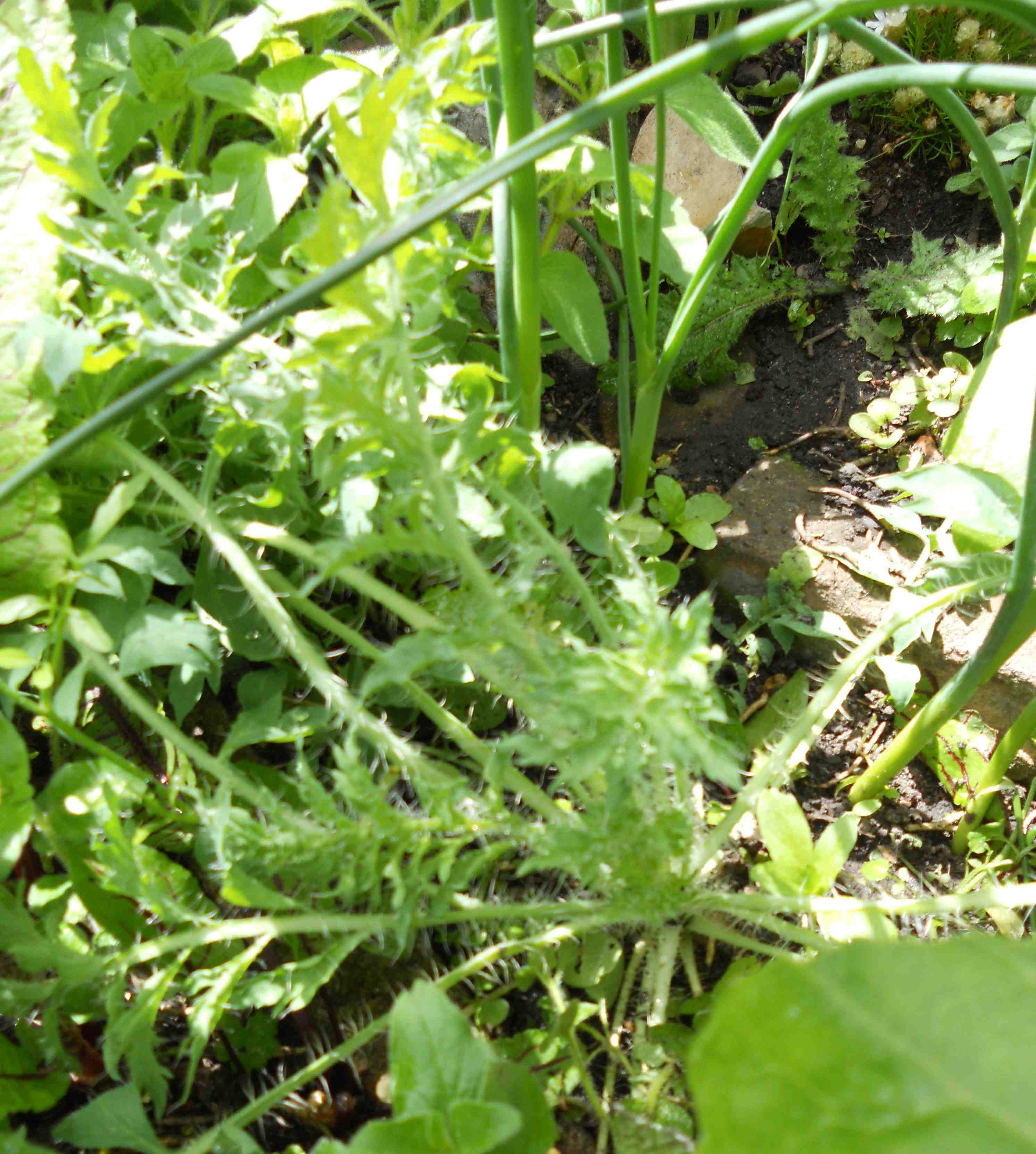